# Aristidis Konstandinidis
Aristidis Konstandinidis (grec: Αριστείδης Κωνσταντινίδης)  (segle XIX - segle XX) (grec: Αριστείδης Κωνσταντινίδης) va ser un ciclista grec que va competir a finals del segle XIX i començaments del XX.
El 1896 va prendre part en els Jocs Olímpics d'Estiu d'Atenes, on va disputar tres proves del programa de ciclisme, els 10 km, 100 km i ruta en carretera. Va guanyar aquesta darrera prova, de 87 km, entre Atenes, Marató i altre cop Atenes amb un temps de 3h 22' 31". Tot i trencar la bicicleta i caure durant la prova va poder acabar i guanyar la medalla d'or. En les proves en pista no va tenir tants bons resultats i sols va poder acabar en cinquena posició en la prova de 10 km. Als 100 km no acabà la cursa.
El 1906 va prendre part en els Jocs Olímpics d'Estiu.

## Palmarés
- 1r als Jocs Olímpics d'Atenes en la prova de ciclisme en ruta